# Inawashiro
Inawashiro (猪苗代町, Inawashiro-machi?) è una cittadina del Giappone del distretto di Yama, nella prefettura di Fukushima in Giappone. Sorge sulle rive del lago Inawashiro, uno dei più grandi del paese. Nel comune è nato Hideyo Noguchi, famoso batteriologo e medico distintosi nella lotta alla sifilide ed alla febbre gialla.
Al 1º aprile 2012 è stata stimata una popolazione di 15 503 abitanti, con una densità di 39 ab./km². L'area su cui si estende è di circa 395,00 km².